# Dracula (1958)
Dracula ist ein britischer Horrorfilm von Hammer Film Productions aus dem Jahr 1958, bei dem Terence Fisher Regie führte. Der Film basiert auf dem Roman Dracula von Bram Stoker, die Hauptrollen spielen Christopher Lee als Graf und Peter Cushing als sein Widersacher Van Helsing. Der Film startete am 12. Dezember 1958 in den bundesdeutschen Kinos.

## Handlung
Jonathan Harker reist nach Transsilvanien, wo er sich im Schloss des Grafen Dracula als Bibliothekar beworben hat. Doch tatsächlich ist Harker ein Vampirjäger, der sich vorgenommen hat, den nichtsahnenden Dracula zu vernichten. In der Bibliothek wird Harker von einer Vampirfrau attackiert, die vorgegeben hat, eine Gefangene des Grafen zu sein. Doch Dracula selbst kommt mit roten Augen und zähnefletschend dazwischen. Mit einer Handbewegung schleudert er die Frau quer durch den Raum und schlägt Jonathan bewusstlos. Als er wieder zu sich kommt, sucht er die Gruft auf, wo er zunächst die Vampirfrau ausschaltet, indem er ihr einen hölzernen Pfahl durch das Herz treibt. Als Harker sich jedoch dem Sarg des Grafen zuwendet, ist dieser bereits erwacht und macht ihn zu seinesgleichen. Als Harkers Partner, Dr. Abraham Van Helsing, der seit längerem nichts mehr von ihm gehört hat, selbst das Schloss besucht, bleibt ihm nur noch die traurige Pflicht, Jonathan zu erlösen. Währenddessen bricht der Fürst der Vampire auf, um Jonathans Verlobte Lucy Holmwood zu finden und Rache zu nehmen.
Van Helsing besucht Lucys Familie, um ihr sein Beileid zu Jonathans Tod auszusprechen, und erfährt dabei, dass es seit einigen Tagen mit ihrem Gesundheitszustand bergab geht. Van Helsing schöpft Verdacht und weist die Holmwoods an, das Zimmer mit Knoblauch zu drapieren und die Fenster nachts fest verschlossen zu halten. Obwohl Lucys Bruder Arthur nichts von den eigentümlichen Behandlungsmethoden hält und den Doktor abweisen möchte, werden dessen Anweisungen ausgeführt. Nachts jedoch gelingt es Lucy, die Haushälterin Gerda dazu zu bringen, die Knoblauchblüten zu entfernen und die Fenster zu öffnen, wodurch Dracula wieder zu Lucy gelangen kann. Als Lucy anderentags stirbt und als blutsaugende Wiedergängerin aufersteht, sieht Arthur ein, womit er es zu tun hat. Gemeinsam pfählen sie sie und schenken ihr damit Frieden.
Währenddessen ist Mina, Arthurs Frau, unter Draculas Einfluss geraten. Holmwood und Van Helsing versuchen Mina durch Beobachten ihres Zimmers vom Garten aus zu beschützen. Dracula gelingt es dennoch, Mina ein zweites Mal zu beißen. Durch eine Blutspende gelingt es den beiden, den Tod Minas zu verhindern. Dabei finden sie heraus, dass sich Draculas Versteck im Keller des Hauses der Holmwoods befindet.
Nachdem Draculas Versteck gefunden worden ist, entführt er Mina und flüchtet zurück auf sein Schloss. Dort versucht er sich in den Gewölben unter dem Schloss zu verbergen, wird jedoch von Van Helsing aufgespürt, und es kommt zum Kampf, bei dem der Doktor zu unterliegen scheint. Im letzten Augenblick bemerkt er die aufgehende Sonne, die durch einen Spalt in den schweren Vorhängen scheint. Er reißt die Vorhänge herunter und zwingt den Vampirfürsten mit einem Kruzifix in das gleißende Sonnenlicht, wo er schließlich vergeht. Nur seine Kleidung, der Siegelring und etwas Asche bleiben zurück.

## Unterschiede zum Roman
Der Film verwendet Versatzstücke aus dem Roman von Bram Stoker, weicht inhaltlich jedoch sehr stark ab. So fehlen etwa die Figuren Morris und Renfield. Harker ist nicht wie in der Vorlage ein Anwalt, der Dracula unwissend in die Falle geht, sondern arbeitet mit Van Helsing als Vampirjäger zusammen. Während Harker im Roman aus dem Schloss entkommen kann und am Ende dazu beiträgt, dass Dracula getötet wird, fällt er in der Verfilmung bereits im Schloss dem Grafen zum Opfer, wird von Van Helsing als Vampir in einem Sarg aufgefunden und erlöst.
Dracula stirbt am Ende des Filmes durch Tageslicht, das tödlich für Vampire ist, bei Stoker ist es Dracula hingegen möglich gewesen, am hellen Tage durch London zu spazieren, dort verliert er bei Tageslicht nur seine übernatürlichen Kräfte, die erst wieder nach Anbruch der Nacht kommen.
Die Personenkonstellationen wurden ebenso verändert, so ist statt Mina nun Lucy die Verlobte Harkers. Dadurch, dass die gesamte Handlung in Siebenbürgen (in der deutschen Fassung in Großbritannien) spielt, wird der originale Ort der Handlung, die in Siebenbürgen beginnt, dann zum Großteil in London spielt und wo man am Ende wieder nach Siebenbürgen reist, ebenso nicht eingehalten.

## Synchronisation
Die deutsche Synchronfassung entstand bei der Berliner Synchron. Gerda von Rüxleben schrieb das Dialogbuch und Klaus von Wahl führte Regie. In manchen Teilen weicht das deutsche Buch drastisch vom Original ab, so wird in der englischen Fassung Osteuropa nie verlassen, weil die Filmgesellschaft sich die Darstellung einer Überfahrt per Schiff nicht leisten konnte. In der deutschen Fassung hingegen spielt die gesamte Handlung in Großbritannien, so wird aus dem Städtchen Klausenburg (bezieht sich wahrscheinlich auf Cluj-Napoca, welches damals zu Österreich-Ungarn gehörte) in der Synchronisation Waterfield. Des Weiteren wurden manchen Figuren neue Namen gegeben, wenn dies der Fall ist, dann ist der englische Name in Klammern angegeben.
| Rolle                   | Darsteller         | Synchronsprecher       |
| ----------------------- | ------------------ | ---------------------- |
| Graf Dracula            | Christopher Lee    | Wolfgang Eichberger    |
| Dr. Abraham van Helsing | Peter Cushing      | Erich Schellow         |
| Arthur Holmwood         | Michael Gough      | Friedrich Schoenfelder |
| Mia Holmwood (Mina)     | Melissa Stribling  | Tilly Lauenstein       |
| Lucy Holmwood           | Carol Marsh        | Marion Degler          |
| Jonathan Harker         | John Van Eyssen    | Friedrich Joloff       |
| Vampirfrau              | Valerie Gaunt      | Maria Landrock         |
| Tania                   | Janina Faye        | Reha Hinzelmann        |
| Ann (Gerda)             | Olga Dickie        | Elfe Schneider         |
| Dr. Seward              | Charles Lloyd Pack | Paul Wagner            |
| Wirt                    | George Woodbridge  | Alfred Haase           |
| Botenjunge              | Paul Cole          | Michael Balzer         |

## Kritiken
„Remake der Stoker-Verfilmung von 1931, geglättet, weniger dramatisch als darstellerisch eindrucksvoll; Lee gestaltete die Rolle des Vampirs neu; diese britische Version des blutsaugerischen Grafen gilt als literarisch korrekt. (Wertung: 3 Sterne = sehr gut)“

„Der mehrfach verfilmte Stoff von Bram Stoker wird in dieser Version der englischen Hammer-Produktion werkgetreu und mit inszenatorischer Sorgfalt aufbereitet.“

„Auch diese ‚Vampir‘-Geschichte wurde wieder so widerlich abwegig inszeniert, daß man Verwahrung einlegen muß. Abzuraten.“

„Christopher Lees Darstellung als Graf Dracula stellt Bela Lugosi fast gänzlich in den Schatten.“

## Filmmusik
- James Bernard: The Dracula Suite. Auf: Music From the Hammer Films. London: Silva Screen Records 1989

## Fortsetzungen
- Blut für Dracula
- Draculas Rückkehr
- Wie schmeckt das Blut von Dracula
- Dracula – Nächte des Entsetzens
- Dracula jagt Minimädchen
- Dracula braucht frisches Blut
- Die 7 goldenen Vampire

## Verschiedenes
- Die Dracula-Verfilmung von 1958 war die erste Bearbeitung dieses klassischen Stoffs durch die englische Film-Produktionsfirma Hammer, die unter anderem mit diesem erfolgreichen Film den auf sie gemünzten Begriff des „Gothic-Horror“ prägte. Die liebevolle Ausstattung und die hervorragenden Darsteller trugen wesentlich zum Erfolg des Filmes bei. Der Film wurde in Farbe gedreht, was jedoch bei einigen Horrorfilm-Fans auf Missmut stieß, weil nach deren Meinung Schwarz-Weiß in diesem Filmgenre für eine bessere Atmosphäre sorge.
- Das Produktions- und Schauspielerteam, mit Christopher Lee und Peter Cushing in den Hauptrollen, wurde bei den folgenden Hammer-Filmen meist beibehalten. Besonders wurden Filmvorlagen der Universal Studios aus den 1930er Jahren neu bearbeitet. Es handelte sich dabei jedoch nicht um simple Remakes, sondern es gelang Hammer häufig, eigene Interpretationen zu schaffen. Im Vergleich zu dem berühmten Dracula-Film von 1931 mit Bela Lugosi in der Hauptrolle ist dieser Film eher actionreich angelegt. Der fast zwei Meter große Christopher Lee verpasste der Person Dracula eine ganz eigene Erscheinung, und für Peter Cushing war die Rolle des Van Helsing nach seinem Auftritt in Frankensteins Fluch (1957) eine weitere Paraderolle.
- Durch dicke Schminke kaum zu erkennen, spielte in einer Nebenrolle als greiser Portier Geoffrey Bayldon mit, der mehr als zehn Jahre später, ebenfalls durch dickes Make-up fast unkenntlich, die Titelrolle in der Jugendserie Catweazle verkörperte.
- Der Film arbeitet mit einer ganzen Reihe kaum merklicher, aber effektiver psychologischer „Tricks“: So rennt van Helsing gegen Ende des Films hörbar die Treppe in Draculas Schloss hinauf, während die Schritte des verfolgten Dracula nicht zu hören sind.
- Im Film sind viele Inschriften auf Deutsch zu finden, so ist auf dem Schild am Bestattungsinstitut „Beerdigungs-Institut J. Marx“ zu lesen. In der Gaststätte gibt es ein Schild mit Rotwein und beim Grenzübergang steht ebenfalls auf Deutsch Zollamthaus. Dies ist in der Originalfassung bereits so enthalten und stellt keine Nachbearbeitung für die deutsche Fassung dar.[7]